# ドムジャレ
ドムジャレ(Domžale)は、スロベニアの市であり、リュブリャナの近くに位置する。
ドムジャレの近くにスロベニア内で最も出力の高い送信機がある。それは周波数918kHzの中波を送信し、そして夜間にヨーロッパ全体から中波を受信する。また、送信機は空中で161メートルの高い張り網を張られた鋼管の柱として使っている。